# Château d'Herbeumont
Le château d'Herbeumont est un château situé en Wallonie dans la commune d'Herbeumont (Belgique). Construit sur une butte de schiste, il domine d'une part le village d'Herbeumont et d'autre part l'isthme d'un long méandre de la Semois nommé Tombeau du Chevalier. Ses ruines ont été rénovées en 2010 et offrent depuis au visiteur « le vrai visage d'une fortification du XIIIe siècle ».

## Site

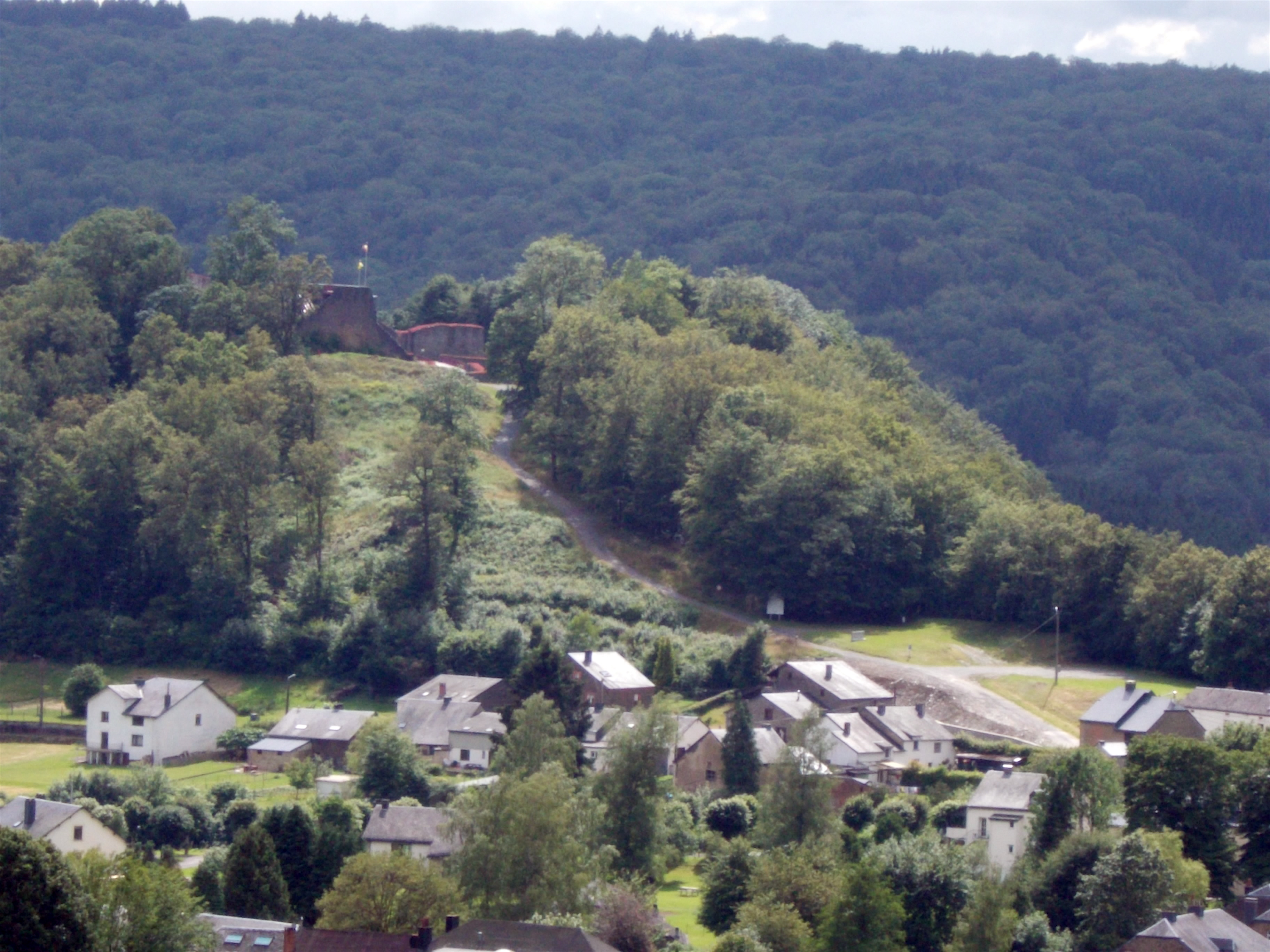
La butte du château dominant le village.

L'assise naturelle du château est une élévation de schiste en forme de butte ou de tumulus mais dans des proportions énormes, planté au milieu de la vallée. Les flancs de cette colline sont à pic, dominant la rivière de plus de 100 m de même qu'Herbeumont vers le nord.
Le château contrôlait la Semois en un lieu où les routes sont parallèles dans un espace étroit. Deux voies venant de France pour gagner Neufchâteau s'y rencontrent : l'une va de Sedan par Bouillon et le gué des Manhelles, l'autre part de Carignan (anciennement appelée Yvois), par le gué du Moulin.

## Construction
La nature - crête rocheuse escarpée -  n'était pas adaptée à une telle construction. On l'aplanit et un plateau fut ainsi élargi au sommet. Les travaux furent réalisés en une seule étape.
Le plan primitif de la forteresse médiévale, datant d'après 1268, consiste en une variante usuelle du château philippien sur site en hauteur au XIIIe siècle. Ce plan dessine un trapèze irrégulier flanqué de six tours rondes et d'un puissant donjon quadrangulaire. Au centre, une vaste cour était entourée de courtines.
Le chemin abrupt pour y parvenir, le donjon et les tours qui encerclent l'entrée de l'édifice, rendaient sa prise difficile.
La forteresse s'adapta aux temps et notamment à l'artillerie dès le XVIe siècle avec des travaux permettant de contrer toute tentative de sape. Elle fut cependant abandonnée au milieu du XVIIe siècle et démantelée en 1657 par les troupes de Louis XIV.

## Classement, fouilles, rénovation
Le site archéologique est repris sur la liste du Patrimoine exceptionnel de Wallonie depuis 1993. Des restaurations partielles ont été entreprises dès 1994.